# Långtjärnen (Hjulsjö socken, Västmanland, 663227-144409)
Långtjärnen är en sjö i Hällefors kommun i Västmanland och ingår i Norrströms huvudavrinningsområde.